# Tình dục qua mạng
Tình dục qua mạng, hay còn gọi là quan hệ tình dục qua máy tính, quan hệ tình dục qua Internet, cybersex, netsex, cyber hoặc cybering, là một quan hệ tình dục ảo,  trong đó hai hay nhiều người cùng kết nối từ xa thông qua mạng máy tính gửi tin nhắn khiêu dâm cho người khác mô tả trải nghiệm tình dục. Trong một hình thức, tình dục tưởng tượng này được thực hiện bởi những người tham gia mô tả hành động của họ và trả lời các đối tác trò chuyện của họ ở dạng chủ yếu được viết để thiết kế để kích thích cảm xúc và tưởng tượng tình dục của chính họ. Cybersex thường bao gồm thủ dâm trong thực tế. Các môi trường trong đó cybersex diễn ra không nhất thiết phải dành riêng cho chủ đề đó và những người tham gia vào bất kỳ cuộc trò chuyện trên Internet nào có thể đột nhiên nhận được tin nhắn mời. Chất lượng của một cuộc gặp gỡ trên mạng thường phụ thuộc vào khả năng của người tham gia để gợi lên một bức tranh tinh thần sống động, trong tâm trí của các đối tác của họ. Trí tưởng tượng và đình chỉ sự hoài nghi cũng rất quan trọng. Tình dục qua mạng có thể xảy ra hoặc trong bối cảnh của các mối quan hệ hiện tại hoặc thân mật, ví dụ như giữa những người yêu nhau bị tách biệt về mặt địa lý hoặc giữa các cá nhân không có kiến thức trước về nhau và gặp nhau trong không gian ảo và thậm chí có thể ẩn danh với nhau. Trong một số bối cảnh, tình dục qua mạng được tăng cường bằng cách sử dụng webcam để truyền video thời gian thực của các đối tác.